# Bulbophyllum devium
Bulbophyllum devium é uma espécie de orquídea (família Orchidaceae) pertencente ao gênero Bulbophyllum. Foi descrita por James Boughtwood Comber em 1990.